# Jakub Niedźwiedź
Jakub Krzysztof Niedźwiedź – polski literaturoznawca, profesor nauk humanistycznych, kierownik Katedry Historii Literatury Staropolskiej Wydziału Polonistyki Uniwersytetu Jagiellońskiego.

## Życiorys
15 października 2001 obronił pracę doktorską Teoria i praktyka twórczości panegirycznej na Litwie w XVII-XVIII wieku, 19 grudnia 2012 habilitował się na podstawie pracy zatytułowanej Kultura literacka Wilna (1323-1655). Profesurę uzyskał 20 stycznia 2021 roku. Jest kierownikiem  Katedry Historii Literatury Staropolskiej Wydziału Polonistyki Uniwersytetu Jagiellońskiego.